# Баукин, Алексей Иванович
Алексей Иванович Баукин (1906—1943) — советский лётчик бомбардировочной авиации,участник Великой Отечественной войны, Герой Российской Федерации (2008). Майор (1942).

## Биография
Алексей Баукин родился 11 октября 1906 года в семье крестьянина в деревне Обухово (ныне — Шатурский район Московской области). В 1917 году он окончил два класса сельской школы, после чего работал по найму плотником. С 1926 года Баукин работал на различных предприятиях в городах Озёры и Коломна. В 1929 году Баукин был призван на службу в Рабоче-крестьянскую Красную Армию Карабовским районным военным комиссариатом. Служил в 10-м стрелковом полку в Ленинграде. В 1930 году он поступил в Военно-теоретическую школу лётчиков в Ленинграде, которую окончил в 1932 году. В 1933 году Баукин окончил 3-ю военную школу лётчиков и летнабов в Оренбурге, после чего служил в Омске младшим лётчиком и командиром экипажа в авиационной эскадрилье. В 1936 году Баукин окончил Вторую Военную школу командиров звеньев в Борисоглебске, командовал авиационным звеном 24-й эскадрильи в Новочеркасске. С 1938 года он служил в Закавказском военном округе. В августе 1941 года Баукин принимал участие во вводе советских войск в Иран. 
С октября того же года — на фронтах Великой Отечественной войны. Осенью-зимой 1941 года Баукин принимал участие в бомбардировках вражеских позиций на подступах к Москве, совершил 25 боевых вылетов в ходе битвы за Москву. В том же году за дисциплинарный проступок он был осуждён военным трибуналом, исключён из ВКП(б) и разжалован в рядовые лётчики. Весной 1942 года он вновь стал командиром экипажа бомбардировщика. Принимал участие в прикрытии с воздуха конвоев союзников, в том числе в сложных метеорологических условиях. За период с 27 мая по 1 июня и с 15 сентября по 12 октября 1942 года он совершил 18 боевых вылетов на бомбардировки аэродромов в городах Тромсё, Луостари, Киркенес. В ходе одного из налётов на Тромсё Баукиным лично было уничтожено 3 самолёта. В мае 1942 года Баукин совершил дерзкий дневной авианалёт на вражеский гидроаэродром, преодолев более 600 километров над морем на дальнем бомбардировщике и уничтожив склад с торпедами.
Принимал участие в битве на Курской дуге, Брянской операции, бомбардировках Кёнигсберга. К сентябрю 1943 года майор Алексей Баукин командовал эскадрильей 42-го дальнебомбардировочного авиаполка 36-й авиадивизии дальнего действия АДД СССР. За время своего участия в боевых действиях Баукин совершил 182 вылета, 170 из которых — в тёмное время суток. В результате произведённых бомбардировок он вызвал 86 очагов пожаров и 17 взрывов, уничтожил 5 складов с боеприпасами и топливом, 1 склад с торпедами, 1 ангар с боевой техникой, 18 самолётов на аэродромах и 1 — в воздушном бою, 10 железнодорожных эшелонов, 21 автомашину, 14 танков. Обучил пять экипажей лётчиков действиям в ночных условиях.
19 сентября 1943 года Баукин был представлен к присвоению звания Героя Советского Союза, но одобрено он не было, так как в ночь с 20 на 21 сентября 1943 года экипаж бомбардировщика «Ил-4» под командованием Алексея Баукина вылетел для бомбардировки Витебска и не вернулся обратно на аэродром. Через несколько дней в расположение своей части вернулся штурман экипажа Коновалов, Андрей Павлович, который был представлен к высокому званию вместе с Баукиным. Тот пояснил, что самолёт был сбит в ходе атаки вражеских истребителей, и Баукин приказал экипажу покинуть самолёт, но о судьбе остальных членов экипажа ему не было ничего известно.
Позже было установлено, что самолёт Баукина разбился в районе деревни Пашки Понизовского (ныне — Руднянского) района Смоленской области. Погибшие при этом Баукин и двое членов экипажа — стрелок-радист старшина Александр Луковкин и воздушный стрелок младший сержант Алексей Демехин — были похоронены местными жителями на месте гибели. В 1975 году останки лётчиков были с почестями перезахоронены в посёлке Понизовье, но даже тогда представление на присвоение Баукину звания Героя Советского Союза одобрено не было.
Указом Президента Российской Федерации от 8 марта 2008 года за «мужество и героизм, проявленные в боях с немецкими захватчиками в годы Великой Отечественной войны 1941—1945 годов» майор Алексей Баукин посмертно был удостоен высокого звания Героя Российской Федерации.
Был также награждён орденами Ленина (31.12.1942) и Красного Знамени (17.06.1943).

## Память
- Памятная стела с именем Героя установлена на Аллее Героев в городе Шатура Московской области
- Звание "Почетный гражданин Шатурского района" (присвоено посмертно в 2010 г.)[2].